# Josef Kühschelm

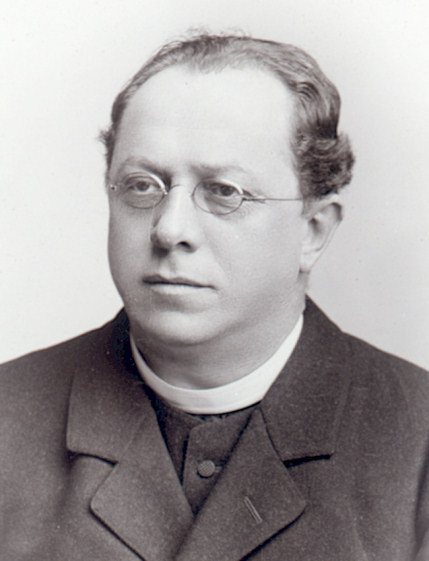
Josef Kühschelm

Josef Kühschelm (* 27. Juli 1855 in Ulrichskirchen, Niederösterreich; † 11. Jänner 1908 in Guntersdorf, Niederösterreich; auch Joseph Kühschelm) war römisch-katholischer Priester, Reichsratsmitglied und Landtagsabgeordneter.

## Leben
Josef Kühschelm entstammte einer bäuerlichen Familie, trat 1868 in f. e. Knabenseminar in Wien ein und legte 1874 am Piaristengymnasium die Matura ab. Er wurde am 25. Juli 1878 zum Priester geweiht und wirkte danach als Kooperator in Hausleiten. 1881 berief man ihn als Studienpräfekt an das f. e. Knabenseminar, das nach Oberhollabrunn verlegt worden war.
1886 wurde er Pfarrer von Guntersdorf und 1900 provisorischer Dechant von Sitzendorf an der Schmida.
Er setzte sich für die Fortbildung der bäuerlichen Bevölkerung ein, gab sein Wissen über Gartenbau und Bienenzucht weiter und setzte die Entwässerung des Gemeindegebietes und Bachregulierungen durch. Er warb für den Zusammenschluss im Niederösterreichischen Bauernbund, gründete eine Raiffeisenkasse und förderte die Errichtung von Lagerhausgenossenschaften und die Gründung einer Winzerschule in Oberhollabrunn.
Er wurde 1901 als Vertreter des Bezirkes Oberhollabrunn-Ravelsbach-Retz in den Reichsrat gewählt und war ab 1902 Abgeordneter des Bezirkes Oberhollabrunn-Haugsdorf im niederösterreichischen Landtag. 
Er wurde von 52 Gemeinden mit der Ehrenbürgerschaft ausgezeichnet und war Träger des Franz-Joseph-Ordens.